# Geoff Williams
Pour les articles homonymes, voir Williams.
Geoff Williams, né le 21 novembre 1957 en Inde, est un joueur professionnel de squash représentant l'Angleterre. Il atteint en août 1985 la dixième place mondiale sur le circuit international, son meilleur classement. Il est champion britannique en 1984.

## Palmarès

### Titres
- Grasshopper Cup : 1989
- Championnats britanniques : 1984
- Championnats d'Europe par équipes : 5 titres (1984-1988)

### Finales
- Championnats du monde par équipes : 1983